# 田原市立大草小学校
田原市立大草小学校（たはらしりつ おおくさしょうがっこう）は、愛知県田原市大草町にある公立小学校。

## 概要
- 田原市大草町が校区であり、公立中学校に進学する場合は田原市立東部中学校へ進学する [1]。

## 沿革
- 1873年（明治6年） - 渥美郡高松村と大草村で、高松村に第10中学区第24番小学高松学校が開校。正法院[注釈 1]を仮校舎とする。
- 1875年（明治8年） - 大草村が高松学校から離脱。単独で第10中学区第65番小学大草学校を開校する。
- 1882年（明治15年） - 校舎を新築し移転する。
- 1883年（明治16年） - 公立小学大草学校に改称する。
- 1887年（明治20年）
  - 4月 - 神戸学校、赤松学校、水川学校、新美学校、東ヶ谷学校、谷之口学校、大草学校を統合し、神戸尋常小学校となる。大草学校は神戸尋常小学校第五仮教場となる。
  - 10月 - 第五仮教場は廃校となる。
- 1888年（明治21年） - 渥美郡小学簡易科大草学校として復活する。
- 1889年（明治22年）10月1日 - 西神戸村、東神戸村、南神戸村、大草村と合併し、神戸村が発足。
- 1892年（明治25年） - 渥美郡神戸村大草尋常小学校に改称する。
- 1894年（明治27年） - 補習科を設置する。
- 1896年（明治29年） - 補習科を廃止する。
- 1907年（明治40年） - 高等科を設置し、大草尋常高等小学校に改称する。
- 1918年（大正7年） - 校舎を改築する。農業補習学校を併設する。
- 1926年（大正15年） - 校舎を増築する。
- 1941年（昭和16年）4月1日 - 大草国民学校に改称する。
- 1947年（昭和22年）4月1日 - 神戸村立大草小学校に改称する。
- 1955年（昭和30年）
  - 1月1日 - 田原町、神戸村、野田村と合併し、改めて田原町となる。同時に田原町立大草小学校に改称する。
  - 10月7日 - 校舎を新築する。
- 2003年（平成15年）8月20日 - 田原町が赤羽根町を編入し市制施行。田原市が発足。同時に田原市立大草小学校に改称する。

## 交通アクセス
- 田原市ぐるりんバスぐるりんミニバス表浜線「大草保育園」バス停より徒歩約5分。

## 周辺施設
- 大草保育園
- 大草市民館
- 田原市立高松小学校